# 倾斜牙签综合征
倾斜牙签综合征（leaning toothpick syndrome，LTS）是指在计算机程序设计中，由于表达式包含了大量的转义字符而使代码变得难以阅读，通常是指反斜线（"\"）开头的转义字符序列。
Perl语言的官方文档引入了这一术语，用于描述Unix风格的正则表达式中大量的前向斜线。
LTS出现在程序设计语言与环境中，包括用于匹配统一资源定位符（URI）的模式（Pattern (software)），以及输出被引用文本的程序中，许多自产生程式属于后一类。

## 模式的例子
下述Perl正则表达式用来匹配在某个FTP服务器的pub目录下的文档的URI：
```
  
m/ftp:\/\/[^\/]*\/pub\//

```

Perl通过允许正则表达式使用其它分界符来解决倾斜牙签综合症。例如，下述三个正则表达式均等价于上例：
```
 
m{ftp://[^/]*/pub/}

 
m
#ftp://[^/]*/pub/#

 
m!ftp://[^/]*/pub/!

```

## 被引用文本的例子
以下Perl样例程序用于输出HTML链接的文本，其中URL与显示文本分别存于变量$url与$text之中，代码如下：
```
 print "<a href=\"$url\">$text</a>";
```

注意上述程序中使用反斜线转义双引号。如果使用单引号括起上述字符串表达式，在Perl中是不可行的，因为Perl对单引号字符串不执行变量展开：
```
 
print '<a href="$url">$text</a>'
```

在许多语言中使用printf函数是可行的办法（Perl，C，PHP）：
```
 printf("<a href="%s">%s</a>", $url, $text);
```

在Perl中使用qq即可用任意字符代替双引号：
```
 
print
 
qq{<a href="$url">$text</a>}
;

 
print
 
qq|<a href="$url">$text</a>|
;

 
print
 
qq(<a href="$url">$text</a>)
;

```

Here文档特别适合于多行文档；但是，Here文档不能够正确的缩进。这样的Perl示例为：
```
 
print
 
<<
HERE_IT_ENDS
;

 
<
a
 
href
=
"$url"
>
$text
</a>

 
HERE_IT_ENDS

```

## 其它语言

### C#
C#语言处理LTS的方法是在字符串开始的引号之前加上“@”这个字符，例如：
```
string
 
filePath
 
=
 
@"C:\Foo\Bar.txt"

```

而不是这样：
```
string
 
filePath
 
=
 
"C:\\Foo\\Bar.txt"

```

### C++
C++11增加了原始字符串:
```
 
std
::
string
 
filePath
 
=
 
R
"
(
C:\Foo\Bar.txt
)
"
;

```

如果字符串包含了)"这两个字符的组合，可选别的分界符，如d，例如： 
```
 
std
::
regex
 
re
{
 
R
"
d(
s/"\([^"]*\)"/'\1'/g
)d
"
 
};

```

### Python
Python也有原始字符串的机制，在字符串前加上“r”即可：
```
 
filePath
 
=
 
r
"C:\Foo\Bar.txt"

```

### Scala
Scala语言可用三个引号以避免转义混淆：
```
 
val
 
filePath
 
=
 
"""C:\Foo\Bar.txt"""

 
val
 
pubPattern
 
=
 
"""ftp://[^/]*/pub/"""
r

```

三引号也可用于多行字符串，例如：
```
 
val
 
text
 
=
 
"""First line,

 second line."""

```

### Sed
Sed正则表达式，尤其当使用“s”操作符时，具有和Perl类似的问题——缺省分界符是“/”，但是其它分界符也可以使用——缺省是s/regexp/replacement/，但是s,regexp,replacement,效果是一样的。例如，为了匹配上述Perl例子之中的"pub"目录并替换为"foo"，使用斜线的缺省形式是：
```
s/ftp:\/\/[^\/]*\/pub\//foo/
```

使用（','）分界符的形式为：
```
s,ftp://[^/]*/pub/,foo,
```